# Osiedle Stałe (Jaworzno)
Osiedle Stałe w Jaworznie – jedno z większych osiedli mieszkaniowych Jaworzna, które należy do dzielnicy Dąbrowa Narodowa. Mieszka tu ok. 10,5 tys. osób. Usytuowane jest w północno-zachodniej części Jaworzna. Było to miejsce (w latach 40. i 50. XX w.), pod którym nie była prowadzona żadna działalność górnicza głębinowa. Innymi słowy nie było ono w żaden sposób „podkopane” i stało na solidnym skalnym filarze, stąd nazwa „Stałe”.

## Historia
Na obrzeżach wtedy nieistniejącej dzielnicy przy drodze Kraków-Katowice utworzono podobóz obozu koncentracyjnego Auschwitz-Birkenau, którego więźniowie pracowali w jaworznickich kopalniach, inaczej zwany: Neu-Dachs. W tym samym miejscu w kwietniu 1945 roku utworzono tzw. Centralny Obóz Pracy, więziono tu m.in. żołnierzy AK, Niemców, Górnoślązaków, a także Ukraińców i Łemków podejrzanych o współpracę lub sympatyzowanie z OUN i UPA. Obóz istniał do lutego 1949 roku przekształcając się w tzw. Progresywne Więzienie dla Młodocianych Przestępców, wzorowane na sowieckich łagrach. Ośrodek w Jaworznie zamknięto oficjalnie w 1956, po buncie więźniów, który miał miejsce 15 maja 1955 roku.

## Obiekty i miejsca
- Sanktuarium Matki Bożej Nieustającej Pomocy
- Cmentarz[2]
- Postmodernistyczne Pawilony

## Inne obiekty i miejsca
- McDonald’s
- Kryty basen
- Salon Renault
- C.H. Carrefour
- Biedronka
- Aldi
- C.H. Tadeusz

### Edukacja
- Szkoła Podstawowa nr 5 im. Komisji Edukacji Narodowej
- Szkoła Podstawowa nr 17 im. Polskich Noblistów w Jaworznie[3]
- Liceum Ogólnokształcące nr II im. Czesława Miłosza
- Zespół Szkół Ponadgimnazjalnych nr 2
- Zespół Szkół Ponadgimnazjalnych nr 4
- PSM I stopnia im. Grażyny Bacewicz